# James Murie
James Rolfe Murie, nom donat pels anglosaxons a l'antropòleg pawnee Saku:rú ta‘ o «Coming Sun» (Nebraska, 1862-1921), fill d'una skidi i un escocès, va aprendre anglès a l'escola i va fer d'intèrpret. S'instal·là a Oklahoma amb la tribu i es va fer episcopalià. Va fer de mestre i des del 1890 es va interessar pels cerimonials pawnee, de manera que des del 1902 va col·laborar amb l'antropòleg George Dorsey. Tanmateix, va publicar en solitari Pawnee Indian Societies (1914) i Cerimonies of the Pawnee (1921).